# تراينغل: الذهاب إلى أمريكا (فلم)
تراينغل: الذهاب إلى أمريكا (بالإنجليزية: Triangle: Going to America)، هُو فيلم أكشن إثيوبي صدر سنة 2014، وقد أخرجه وكتب نصه المُخرج ثيودروس تيشومي. رُشح الفيلم سنة 2015 للتنافس على نيل 3 جوائز خلال حفل توزيع جوائز الأكاديمية الأفريقية للأفلام لتلك السنة، هي جوائز أفضل مخرج وأفضل فيلم وأفضل فيلم بلغة أفريقية.

## وصلات خارجية
- تراينغل: الذهاب إلى أمريكا  في قاعدة بيانات الأفلام على الإنترنت (بالإنجليزية)